# Farès Bahlouli
Farès Bahlouli (født 8. april 1995 i Lyon, Frankrig) er en fransk fodboldspiller, der spiller som midtbanespiller for Lille i Ligue 1.

## Klubkarriere

### Olympique Lyon
Bahlouli skiftede til Lyon i 2004. Han spillede på klubbens ungdomshold i 9 år.
Den 12. maj 2013 fik han sin liga-debut i et 1-0 nederlag imod Paris Saint-Germain som efter kampen kunne fejre at de havde vundet Ligue 1.

## Landshold
Bahlouli har indtil videre repræsenteret Frankrig på U16, U18 og U21 landsholdende. Han har dog ikke vundet noget med landsholdene.